# 野口芽衣
野口 芽衣（のぐち めい）は、日本の漫画家。

## 作品リスト

### 漫画
- 異世界でカフェを開店しました。 （2014年 - 、アルファポリス、既刊15巻、連載中）
- 皇子様の即席軍師 （2014年、マッグガーデン、全1巻）
- 無敵のツァラトゥストラ （2012年 - 2014年、マッグガーデン、全3巻）
- フィンランディア －サンタ養成学校－ （2011年、マッグガーデン、全2巻）
- 東海レトロスペクティブ （2010年、マッグガーデン、全1巻）
- プリンセスナイトメア（2009年、マッグガーデン、全2巻）

### イラスト・挿絵
- 庶民派令嬢ですが、公爵様にご指名されました（2018年、フロンティアワークス、全1巻）